# 奥斯特霍芬 (巴伐利亚州)
奥斯特霍芬（德語：Osterhofen，發音：[oːstɐˈhoːfn̩] ⓘ）是德国巴伐利亚州下巴伐利亚行政区代根多夫县的城市，面积111.17平方千米，2023年12月31日人口为12,237人。